# Zurich (Pays-Bas)
Pour les articles homonymes, voir Zurich (homonymie).
Zurich est un village de la commune néerlandaise de Súdwest Fryslân, dans la province de Frise. Son nom en frison est Surch.

## Géographie
Le village est situé dans l'ouest de la Frise, au bord de la mer des Wadden, à 6 km au sud d'Harlingen. Il se trouve près de l'extrémité nord de l'Afsluitdijk.

## Histoire
Zurich fait partie de la commune de Wûnseradiel jusqu'au 1er janvier 2011, où celle-ci est supprimée et fusionnée avec Bolsward, Nijefurd, Sneek et Wymbritseradiel pour former la nouvelle commune de Súdwest-Fryslân.

## Démographie
Le 1er janvier 2017, le village comptait 190 habitants.